# Barunibunta
Barunibunta  són unes muntanyes de l'Índia al districte de Cuttack a Orissa. Són cobertes de densa jungla i a la zona hi habitava la tribu indígena dels savars. El pic principal és el Mahavinyaka, on hi alguns temples hindús dedicats a Xiva, amb algunes imatges.